# Birra Tirana
Birra Tirana je největší albánský pivovar.

## Historie
První produkce piva v Albánii začala v roce 1938, s výrobou okolo 800 000 litrů za rok. Mezi Albánci nebylo pivo příliš známé, protože tradičními nápoji byly víno a koňak.
V roce 1960 byla založena Birra Tirana, jako závod s výrobou 7 000 000 litrů za rok s ruskou výrobní technologií a kvalifikovanými odborníky z bývalého Sovětského svazu. Produkovali světlé a tmavé pivo v půllitrových lahvích v dřevěných krabicích a také vyráběli padesátilitrové sudy. Dnes je toto pivo k dispozici kdekoliv v Albánii.